# Тринити (Северна Каролина)
Тринити (енгл. Trinity) град је у америчкој савезној држави Северна Каролина.

## Демографија
По попису из 2010. године број становника је 6.614, што је 76 (-1,1%) становника мање него 2000. године.
| Група             | 2000.         | 2010.         |
| Белци             | 6.190 (92,5%) | 5.984 (90,5%) |
| Афроамериканци    | 337 (5,0%)    | 323 (4,9%)    |
| Азијати           | 36 (0,5%)     | 80 (1,2%)     |
| Хиспаноамериканци | 61 (0,9%)     | 154 (2,3%)    |
| Укупно            | 6.690         | 6.614         |